# Cayo Papirio
Cayo o Gayo Papirio  fue un político y sacerdote romano del siglo VI a. C. perteneciente a la gens Papiria. Según Dionisio de Halicarnaso, en el momento de la expulsión de Tarquinio el Soberbio, tenía a su cargo todos los asuntos religiosos del Estado romano, por lo que se considera que era el pontífice máximo. Friedrich Münzer lo identificó con un Publio o Sexto Papirio que compiló las leyes del periodo monárquico en el Ius Papirianum.